# Willem van Brunswijk-Grubenhagen
Willem van Brunswijk-Grubenhagen (circa 1298 - 1360) was van 1322 tot aan zijn dood hertog van Brunswijk-Grubenhagen. Hij behoorde tot het huis Welfen.

## Levensloop
Willem was de jongste zoon van hertog Hendrik I van Brunswijk-Grubenhagen en diens echtgenote Agnes, dochter van markgraaf Albrecht II van Meißen.
Na de dood van zijn vader in 1322 erfden Hendrik en zijn oudere broers Ernst I en Hendrik II het hertogdom Brunswijk-Grubenhagen. De drie broers bestuurden dit hertogdom gezamenlijk.
In 1360 stierf Willem ongehuwd en kinderloos. Zijn oudere broer Hendrik II was reeds in 1351 overleden, maar diens zoons lieten hun rechten op Brunswijk-Grubenhagen vallen omdat ze carrières in zuidelijke Europese koninkrijken waren begonnen. Hierdoor bleef zijn broer Ernst als enige hertog van Brunswijk-Grubenhagen over.